# Loures kommun
Loures (portugisiskt uttal: [ˈlowɾɨʃ]
 ( lyssna)) är en stad och kommun i mellersta västra Portugal, 12 km norr om Lissabon.
Staden är huvudorten i Loures-kommunen, vilken ingår i Lissabon-distriktet, och är också en del av Storstadsområdet Lissabon (Área Metropolitana de Lisboa).
Kommunen har 204 461 invånare (2020) och en yta på 169 km².
Den består av 10 freguesias (kommundelar).

- Bucelas
- Camarate, Unhos e Apelação
- Fanhões
- Loures
- Lousa
- Moscavide e Portela
- Sacavém e Prior Velho
- Santa Iria de Azoia, São João da Talha e Bobadela
- Santo Antão e São Julião do Tojal
- Santo António dos Cavaleiros e Frielas

## Bilder

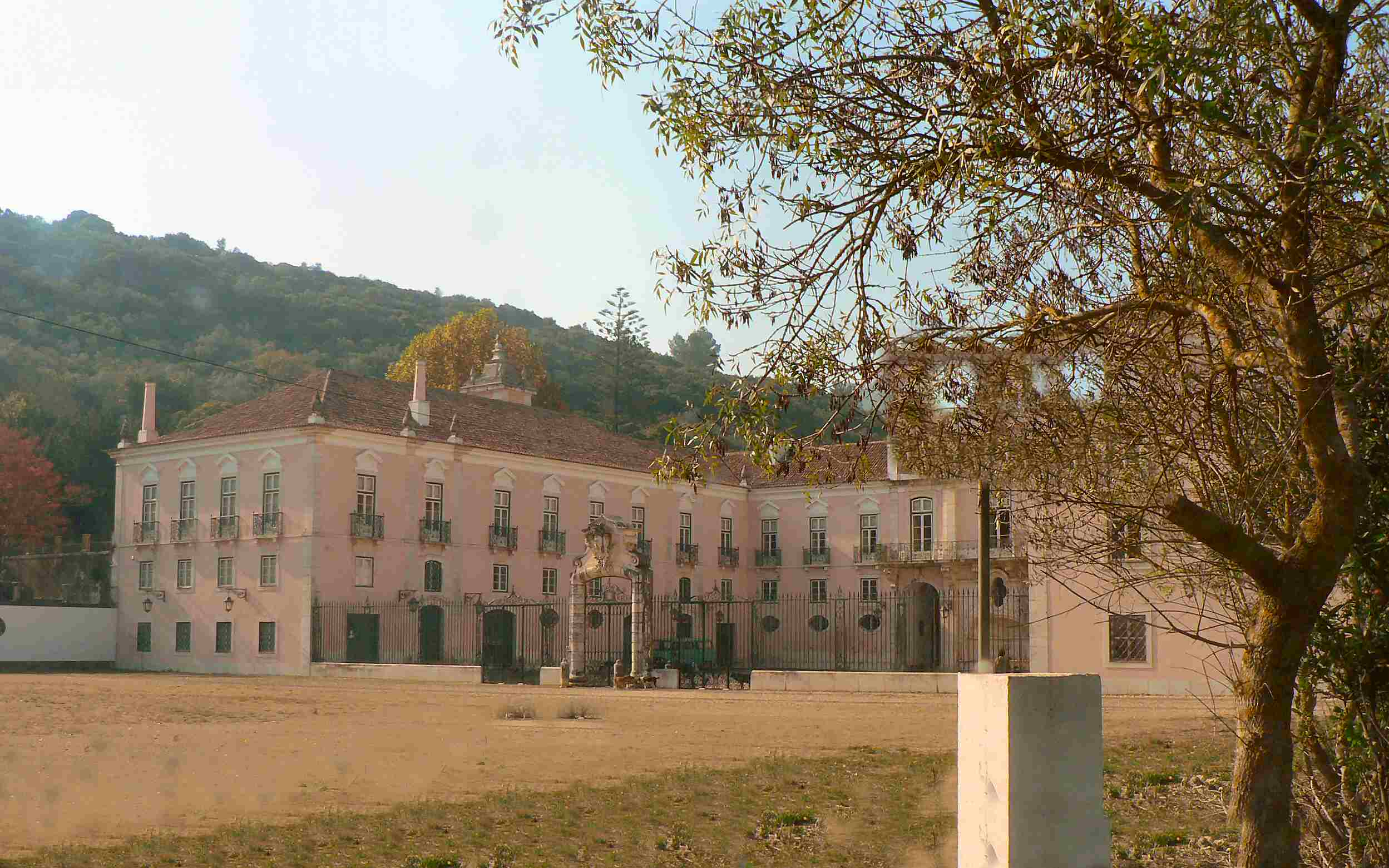
Palácio do Correio-Mor
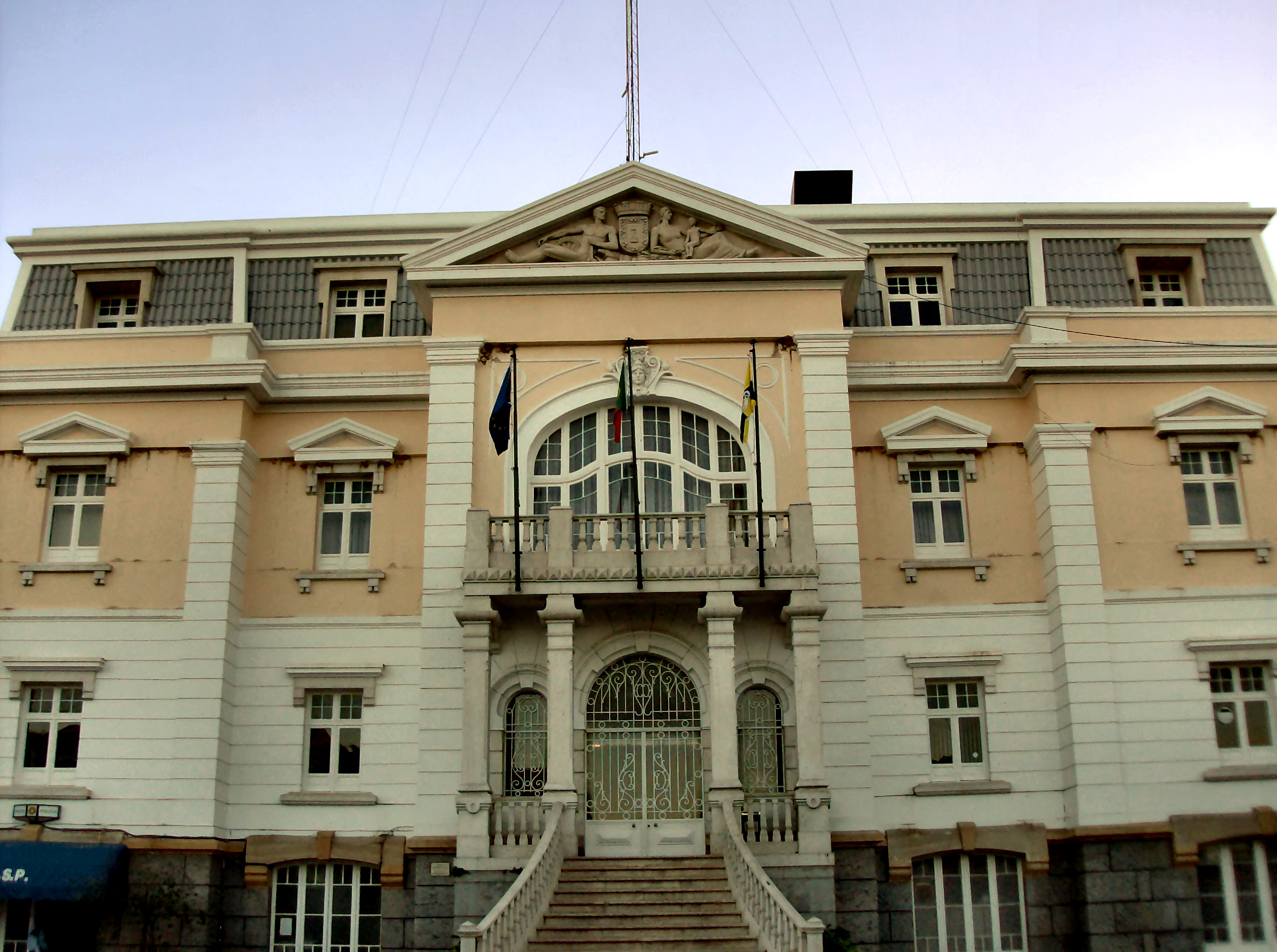
Kommunhuset
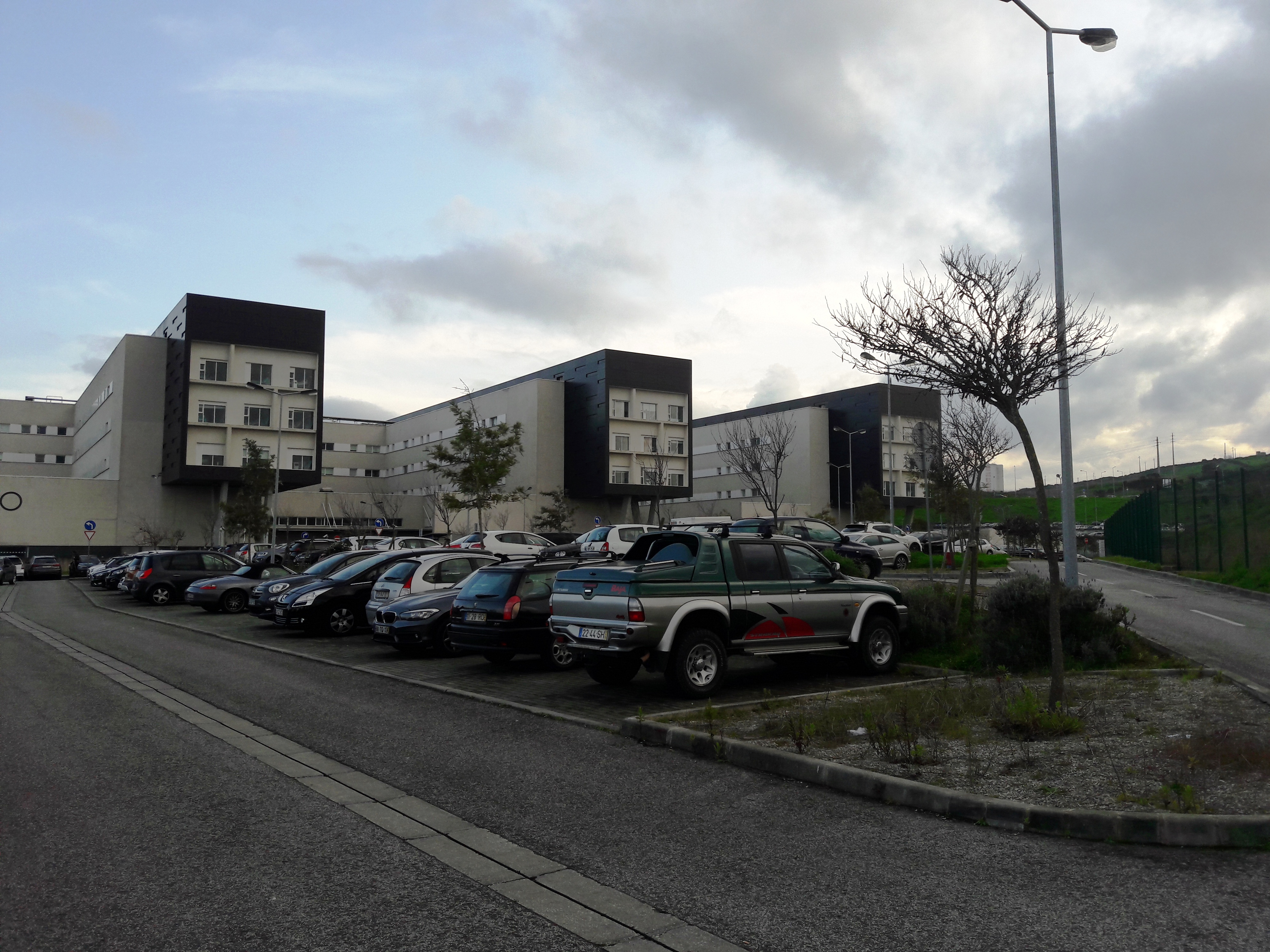
Kommunsjukhuset
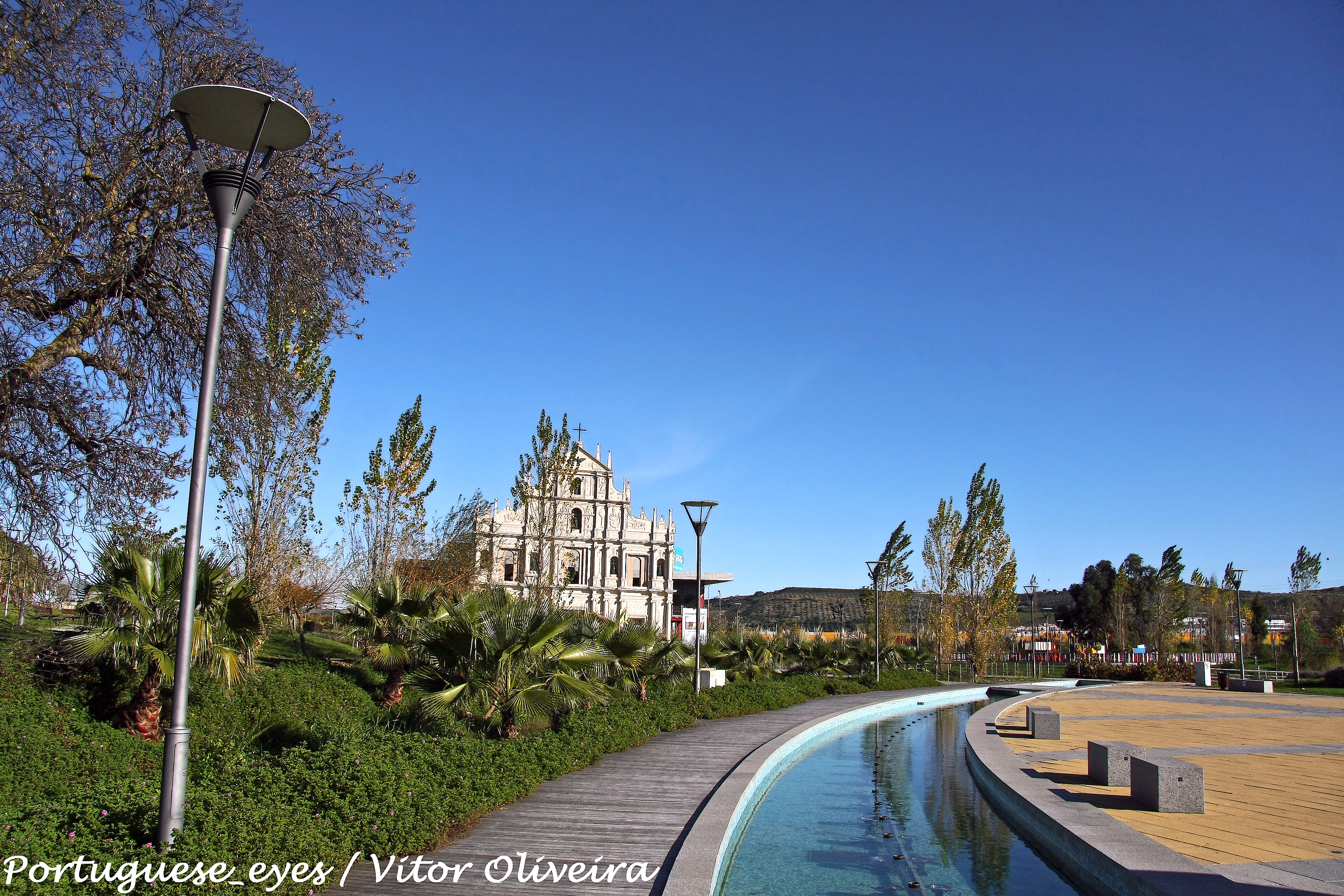
Stadsparken